# Мец, Карл Кристиан
Карл Кристиан Мец (нем. Carl Christian Mez, 23 марта 1866 — 8 января 1944) — немецкий ботаник.

## Имя
В различных источниках встречаются разные формы записи имени Карла Кристиана Меца:
- нем. Carl Mez[3][5],
- нем. Кarl Mez[3][4],
- нем. Carolus Mez[3],
- нем. Karl Christian Mez[3].

## Биография
Карл Кристиан Мец родился во Фрайбурге 23 марта 1866 года.
Мец был профессором и директором ботанического сада в Галле, а также директором Ботанического сада Кёнигсберга.
Его основные научные интересы были направлены на физиологию и систематику. Затем он работал над систематикой и морфологией, особенно растений семейства Лавровые. Он внёс значительный вклад в ботанику, описав множество видов семенных растений.
Карл Кристиан Мец умер во Фрайбурге 8 января 1944 года.

## Научная деятельность
Карл Кристиан Мец специализировался на семенных растениях.

## Избранные научные работы
- Lauraceae Americanae, monographice descripsit / — Berlin, 1889. Jahrbuch des königlichen botanischen Gartens und des botanischen Museums; Bd. 5.
- Das Mikroskop und seine Anwendung: ein Leitfaden bei mikroskopischen Untersuchungen für Apotheker, Aerzte, Medicinalbeamte, Techniker, Gewerbtreibende etc.- 8., stark verm. Aufl. — Berlin: 1899.
- Myrsinaceae. Leipzig [u.a.] 1902.
- Mikroskopische Untersuchungen, vorgeschrieben vom Deutschen Arzneibuch: Leitfaden für das mikroskopisch-pharmakognostische Praktikum an Hochschulen und für den Selbstunterricht — Berlin: 1902.
- Theophrastaceae — Leipzig [u.a.]: 1903.
- Der Hausschwamm und die übrigen holzzerstörenden Pilze der menschlichen Wohnungen: ihre Erkennung, Bedeutung und Bekämpfung. Dresden 1908.
- Die Haftung für Hausschwamm und Trockenfäule: eine Denkschrift für Baumeister, Hausbesitzer und Juristen .... Berlin 1910.
- Zur Theorie der Sero-Diagnostik — Berlin: Dt. Verl.-Ges. für Politik und Geschichte, 1925.
- Drei Vorträge über die Stammesgeschichte der Pflanzenwelt mit 1 Stammbaum des Pflanzenreichs / 1925.
- Theorien der Stammesgeschichte — Berlin: Deutsche Verl.-Ges für Politik und Geschichte, 1926.
- Versuch einer Stammesgeschichte des Pilzreiches. Halle (Saale) 1928.
- Bromeliaceae. Leipzig 1935.

## Почести
Роды растений Mezia Schwacke ex Nied. и Meziella Schindler были названы в его честь.